# Luciana Salvadó
Luciana Salvado (født 13. april 1990) er en håndboldspiller fra Argentina. Hun spiller på Argentinas håndboldlandshold, og deltog under VM 2011 i Brasilien.